# Hot Dog (film, 2002)
Hot Dog är en svensk lågbudgetfilm av Alexandra-Therese Keining från 2002, där bland annat Johanna Sällström och Marika Lagercrantz medverkar med musik av Edda Magnason.  Keining sade till TT Spektra att hon valde Johanna Sällström för hennes "intressanta blandning av ljus och mörker". — Filmen handlar om vad vårt samhälle gör med en ung människa som inte låter sig styras, som har den här starka viljan. Den bara måste ut, och så blir det fel, sade Johanna Sällström om sin rollfigur.

## Rollista
| Johanna Sällström        | – Josefine         |
| Emmanuel Limal           | – Elvis            |
| Marika Lagercrantz       | – Emma             |
| Lars Bom                 | – Bill             |
| Björn Bengtsson          | – Simon            |
| Roy Sällström            | – Josefines pappa  |
| Karl Oscar Törnros       | – Glen Karl        |
| Marianne Mörck           | – Präst            |
| Kalle Södergren          | – Tattuerare       |
| Kerim Arhan              | – Kille i bar      |
| Malin Hallberg           | – Reporter för ZTV |
| Kristina Kamnert-Suneson | – Läkare           |